# ジ・エディ
『ジ・エディ』（原題: The Eddy）は、2020年のアメリカ合衆国のテレビドラマシリーズ。フランスのパリでジャズクラブを経営する主人公の物語を描く。デイミアン・チャゼルが監督を務め、脚本はジャック・ソーンが担当した。出演はアンドレ・ホランド、ヨアンナ・クーリク、アマンドラ・ステンバーグ、タハール・ラヒムなど。全8話のリミテッドシリーズで、Netflixが2020年5月に全世界で配信した。

## あらすじ
かつてニューヨークで名の知れたミュージシャンだったエリオット・ウドー。現在はフランスで友人のファリドと共にジャズクラブ"ジ・エディ"を経営している。ある日、エリオットがクラブで1人でいる時に男達が現れ、突然暴力を振るわれる。どうやら共同経営者のファリドがトラブルに巻き込まれているようだったが、詳細がわからないまま事態は思わぬ方向に進んでいく。

## 登場人物

### メイン
エリオット・ウドー
演 - アンドレ・ホランド
パリの街でファリドと共にジャズクラブ"ジ・エディ"を営む。元ピアニスト。
マヤ
演 - ヨアンナ・クーリク
バンドのリードシンガーで、エリオットの恋人。
アミラ
演 - レイラ・ベクティ
ファリドの妻。
ファリド
演 - タハール・ラヒム
エリオットと共にジ・エディを営み、経理を担当している。
シム
演 - アディル・デビ
クラブのバーテンダー
ジュリー
演 - アマンドラ・ステンバーグ
エリオットの娘
ランディ
演 - ランディ・カーバー
バンドのメンバーでピアニスト。
ルド
演 - Ludovic Louis
バンドのメンバーでトランペット奏者。
ジュード
演 - Damian Nueva Cortes
バンドのメンバーでベーシスト。
カタリナ
演 - Lada Obradovic
バンドのメンバーでドラマー。
ジョーイ
演 - Jowee Omicil
バンドのメンバーでサックス奏者。

### リカーリング
フランク・レヴィ
演 - バンジャマン・ビオレ
アリソン・ジェンキンス
演 - メリッサ・ジョージ
ジブコ
演 - アレクシス・マネンティ

## エピソード
| 通算 話数 | タイトル                | 監督                 | 脚本                                                   | 公開日       |
| --------- | ----------------------- | -------------------- | ------------------------------------------------------ | ------------ |
| 1         | "エリオット" "Elliot"   | デイミアン・チャゼル | ジャック・ソーン                                       | 2020年5月8日 |
| 2         | "ジュリー" "Julie"      | デイミアン・チャゼル | ジャック・ソーン                                       | 2020年5月8日 |
| 3         | "アミラ" "Amira"        | ウーダ・ベニャミナ   | ジャック・ソーン                                       | 2020年5月8日 |
| 4         | "ジュード" "Jude"       | ウーダ・ベニャミナ   | ジャック・ソーン, Rachel Del-Lahay, Rebecca Lenkiewicz | 2020年5月8日 |
| 5         | "マヤ" "Maja"           | Laïla Marrakchi      | ジャック・ソーン                                       | 2020年5月8日 |
| 6         | "シム" "Sim"            | Laïla Marrakchi      | ジャック・ソーン, Hamid Hlioua                         | 2020年5月8日 |
| 7         | "カタリナ" "Katarina"   | アラン・プール       | ジャック・ソーン, Phillip Howze, Rebecca Lenkiewicz    | 2020年5月8日 |
| 8         | "ジ・エディ" "The Eddy" | アラン・プール       | ジャック・ソーン                                       | 2020年5月8日 |

## 製作
2017年9月、Netflixは本作の製作を発表した。作品には英語、フランス語、アラビア語での台詞が含まれることになった。最初の2エピソードのみデイミアン・チャゼルが監督し、フィルム撮影が採用された。

## 評価

### 批評
本作は批評集積サイトのRotten Tomatoesに39件のレビューがあり、批評家支持率は67%、平均点は10点満点で7.06点となっている。また、Metacriticには16件のレビューがあり、加重平均値は65/100となっている。